# Frederick Richard Pickersgill
Pour les articles homonymes, voir Pickersgill.
Frederick Richard Pickersgill (né le 25 septembre 1820 à Londres – mort le 20 décembre 1900 sur l’île de Wight) est un peintre et illustrateur anglais du XIXe siècle dont l'œuvre est en partie influencée par le mouvement préraphaélite.
Issu d'une famille d'artistes, Pickersgill a été admis en 1840 à la Royal Academy. Il est notamment l'auteur des Funérailles d'Harold qui décore la chambre du Parlement anglais à Westminster depuis 1847. Il a également illustré certains ouvrages de John Milton et Edgar Allan Poe. La plupart de ses sujets, comme les préraphaélites, sont inspirés de la littérature anglaise, notamment de William Shakespeare.

## Jeunesse et formation
Il est né dans une famille d'artistes anglais du XIXe siècle. Son père, Richard Pickersgill, était un peintre de marine anglais de la première moitié du XIXe siècle. Ses deux oncles, Henry William Pickersgill et W. F. Witherington, ainsi que son cousin Henry Hall Pickersgill ont également été peintres.
Son premier enseignant est un de ses oncles, W. F. Witherington.

## Carrière
À l'âge de 20 ans, il est admis en 1840 à la Royal Academy dont il devient un membre associé en 1847 puis un membre à part entière en 1857. En 1843, il y remporte un prix pour un dessin illustrant la « Mort du Roi Lear » d'après la pièce de William Shakespeare. Ce prix lui permet de faire accepter la commande pour la décoration des chambres du Parlement à Westminster d'un tableau représentant les « Funérailles d'Harold », le dernier roi saxon d'Angleterre vaincu en 1066 par Guillaume le conquérant à la bataille d'Hastings.
Entre 1839 et 1875, il expose ainsi une cinquantaine de tableaux aux expositions de la Royal Academy. Influencé par William Etty, il s'inspire particulièrement du Titien et des grands maîtres de l'école vénitienne du Cinquecento.
Il traite particulièrement de sujets historiques, mythologiques et littéraires. Les œuvres historiques sont essentiellement consacrées au Moyen Âge idéalisé autour du thème de l'Amour courtois. Ces tableaux, comme ceux des préraphaélites, donnent une vision allégorique et romantique du Moyen Âge correspondant au goût néogothique du XIXe siècle et à la redécouverte magnifiée de l'histoire du Moyen Âge ainsi que de la littérature courtoise, des chansons de geste et romans de chevalerie. Ainsi, le retour du chevalier de croisade, les fiançailles traitent les thèmes du chevalier dans le même esprit que celui des autres grands peintres préraphaélites anglais. De la même manière, de nombreuses œuvres représentent des scènes inspirées de la littérature anglaise, particulièrement de William Shakespeare dont « La Nuit des Rois » inspire à Pickersgill Orsino et Viola ou Viola et la comtesse. Il s'inspire également de la poésie de Milton et de Spenser.
Les œuvres mythologiques illustrent certains sujets classiques de la mythologie grecque et des œuvres de la littérature grecque comme les tragédies de Sophocle dont il a illustré une édition.
À la fin de sa carrière, influencé par le courant préraphaélite dont il partage les thèmes (en particulier le goût d'un Moyen Âge idéalisé et de la littérature anglaise), il peint des scènes de paysages.
Il est également connu pour ses illustrations de livres, particulièrement ceux d'Edgar Allan Poe et des poésies de John Milton.

## Œuvres principales

### Peintures
- Le retour du chevalier de la croisade (1846)[3]
- L'Amoureuse, Émilie et le Prince Arthur dans le jardin de Sclaunder (1847, Tate Gallery, Londres)[4]
- Le concours de beauté pour la ceinture de Florimel Biomartis dévoilant l'amoureuse (1848)[5]
- Samson apprenant la danse aux Nymphes (1848, Galerie d'art de Manchester)[6]
- La danse à la mélodie de Colin (1850, Dahesh museum of arts, New York)[7]
- Samson trahi (1850, Galerie d'art de Manchester)[8]
- Autoportrait (vers 1850, Galerie nationale de portrait, Londres)[9]
- Une petite gondole (vers 1850, Galerie d'art de Manchester)[10]
- Rayon de soleil et ombre (vers 1850, Metropolitan museum of Arts, New York)[11]
- L'envol des déesses païennes (1856)[12]
- Le pot-de-vin (1857, Royal Academy of Arts, Londres)[13]
- Les fiançailles[14]
- Viola et la comtesse (1859)[15]
- Orsino et Viola
- Circé apprenant à Comus l'art de la magie[16]
- Le rosaire (attribué à)[17]
- Vénus et Mars couronnés par Cupidon[18]
- Christophe Colomb à Lisbonne[19]

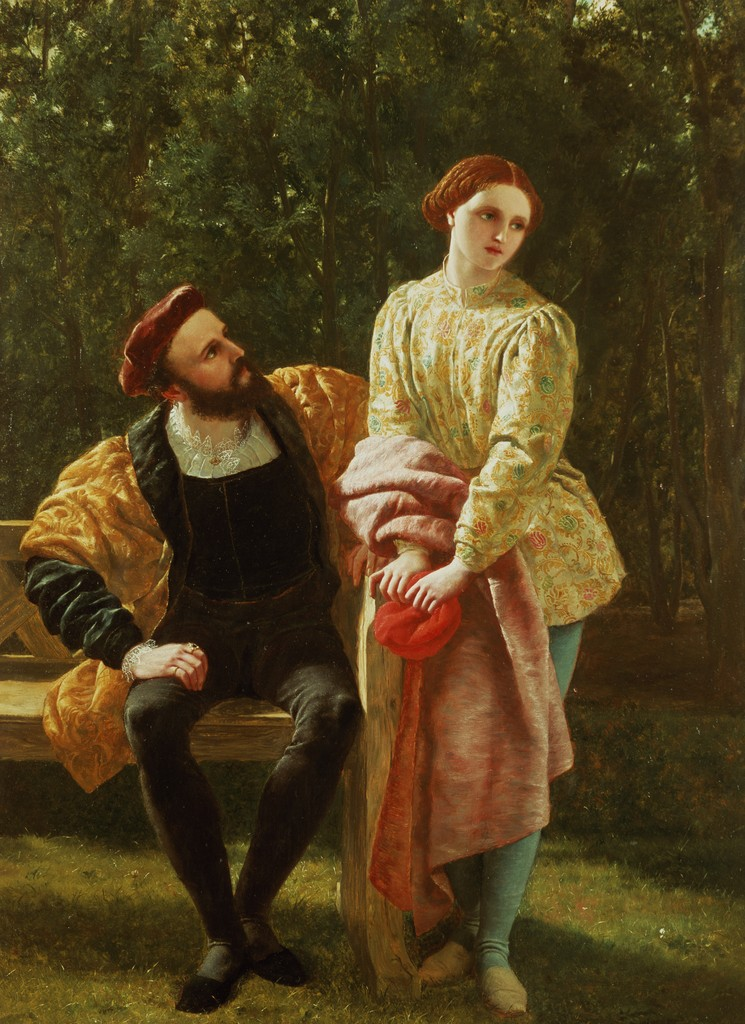
Orsino et Viola (vers 1850)
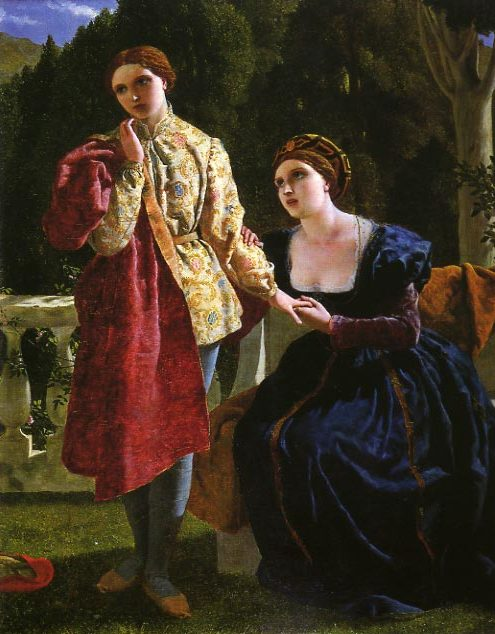
Viola et la comtesse (1859)

### Dessins et illustrations
- Antigone découverte enterrant le cadavre de Polynice (Bibliothèque d'Huntington, Californie)[20]
- Couverture des Tragédies de Sophocle (Bibliothèque d'Huntington, Californie)[21]
- Ménélas interdisant l'enterrement d'Ajax (Bibliothèque d'Huntington, Californie)[22]
- Pirates de Méditerranée jouant aux dés des prisonnières (illustration d'un livre de William Ridgway, collection d'images de la Bibliothèque Publique de New York)[23]
- La danse[24]
- Vieux port de Ramsgate[25]

## Sources et Références
1. ↑  (en) Biographie (extrait) sur Union List of Artists Name Online
2. 1 2  (en) Frederick Richard Pickersgill sur Shakespeare illustrated
3. ↑  (en) Expertise du Retour du chevalier de croisade sur le site Leicestergalleries.com
4. ↑  (en) Fiche et image de l'œuvre sur le site de la Tate gallery
5. ↑  (en) Œuvre sur la galerie virtuelle Art Renewal center
6. ↑  (en) Fiche et image de l'œuvre sur le site du Manchester city gallery of art
7. ↑  (en) Fiche et image de l'œuvre sur le site du musée Dahesh
8. ↑  (en) Fiche et image de l'œuvre sur le site du Manchester city gallery of art
9. ↑  (en) Fiche et image de l'œuvre sur le site de la National Portrait Gallery
10. ↑  (en) Fiche et image de l'œuvre sur le site du Manchester city gallery of art
11. ↑  (en) image et fiche de l'œuvre en ligne sur le site du Metropolitan museum of arts
12. ↑  (en) Œuvre sur la galerie d'art virtuelle Art Renewal center
13. ↑  (en) Image de l'œuvre sur le site de la Royal Academy of Arts
14. ↑  (en) Œuvre sur la galerie d'art virtuelle Art Renewal Center
15. ↑  (en) Œuvre sur le site The Athanaeum
16. ↑  (en) Fiche de vente sur Sotheby's
17. ↑  (en) Fiche de vente sur Christies
18. ↑  (en) Fiche de vente sur Christies
19. ↑  (en) Fiche de vente sur Christies
20. ↑  (en) Œuvre sur le site de la Huntington Library
21. ↑  (en) Œuvre sur le site de la Huntington Library
22. ↑  (en) Œuvre sur le site de la Huntington Library
23. ↑  (en) Œuvre sur le site de la New York Picture Library
24. ↑  (en) Fiche de vente sur Christies
25. ↑  (en) Fiche de vente sur Christies